# 巴甫利夫卡 (扎哈里夫卡市鎮)
47°14′26″N 29°34′4″E / 47.24056°N 29.56778°E
巴甫利夫卡（烏克蘭語：Павлівка）是位於烏克蘭西南部的村莊，由敖德萨州羅茲季利納區的扎哈里夫卡市鎮負責管轄。該村始建於1823年，面積2.07平方公里，海拔高度215米，2001年人口1,021，人口密度每平方公里493.24人。